# Power Grid
Power Grid es un juego de mesa de estilo alemán para entre dos y seis jugadores publicado en 2004 por el diseñador de juegos Friedemann Friese como reimplementación de su propio juego de 2001 Funkenschlag. El juego fue editado por Rio Grande Games.
En Power Grid cada jugador representa a una empresa propietaria de centrales eléctricas que intenta suministrar energía a las ciudades. Durante la partida, los jugadores pujan por la adquisición de las centrales eléctricas. El combustible para estas centrales es limitado, su coste aumenta a medida que disminuye el suministro e incluso puede agotarse por completo. Para aprovechar ese combustible hay que construir una red de abastecimiento aprovechando las mejores rutas mientras aún estén disponibles. Cuantas más ciudades se abastezcan, más dinero se obtiene, pero cuanto más tarde suceda esto en el orden de turnos más elevados serán los costes de combustible y creación de rutas. 
Friedemann Friese ha creado docenas de expansiones temáticas para este sistema de juego con su propia empresa, 2F-Spiele. 

## Premios y nominaciones
Entre otras distinciones, Power Grid ha obtenido las siguientes:
- 2004 Tric Trac d'Argent
- 2004 Ganador del Meeples Choice Award
- 2004 Nominado al International Gamers Awards en la categoría de estrategia general multijugador.
- 2005 Juego recomendado en los Spiel des Jahres.
- 2009 Finalista del premio Juego del año por su edición en español con el título «Alta Tensión».

En 2025 Power Grid accedió al salón de la fama de BoardGameGeek como uno de sus veinticinco primeros juegos seleccionados.